# Calathea mediopicta
Calathea mediopicta là một loài thực vật có hoa trong họ Marantaceae. Loài này được (E.Morren) Jacob-Makoy ex E.Morren mô tả khoa học đầu tiên năm 1874.